# 前古巴赫峰

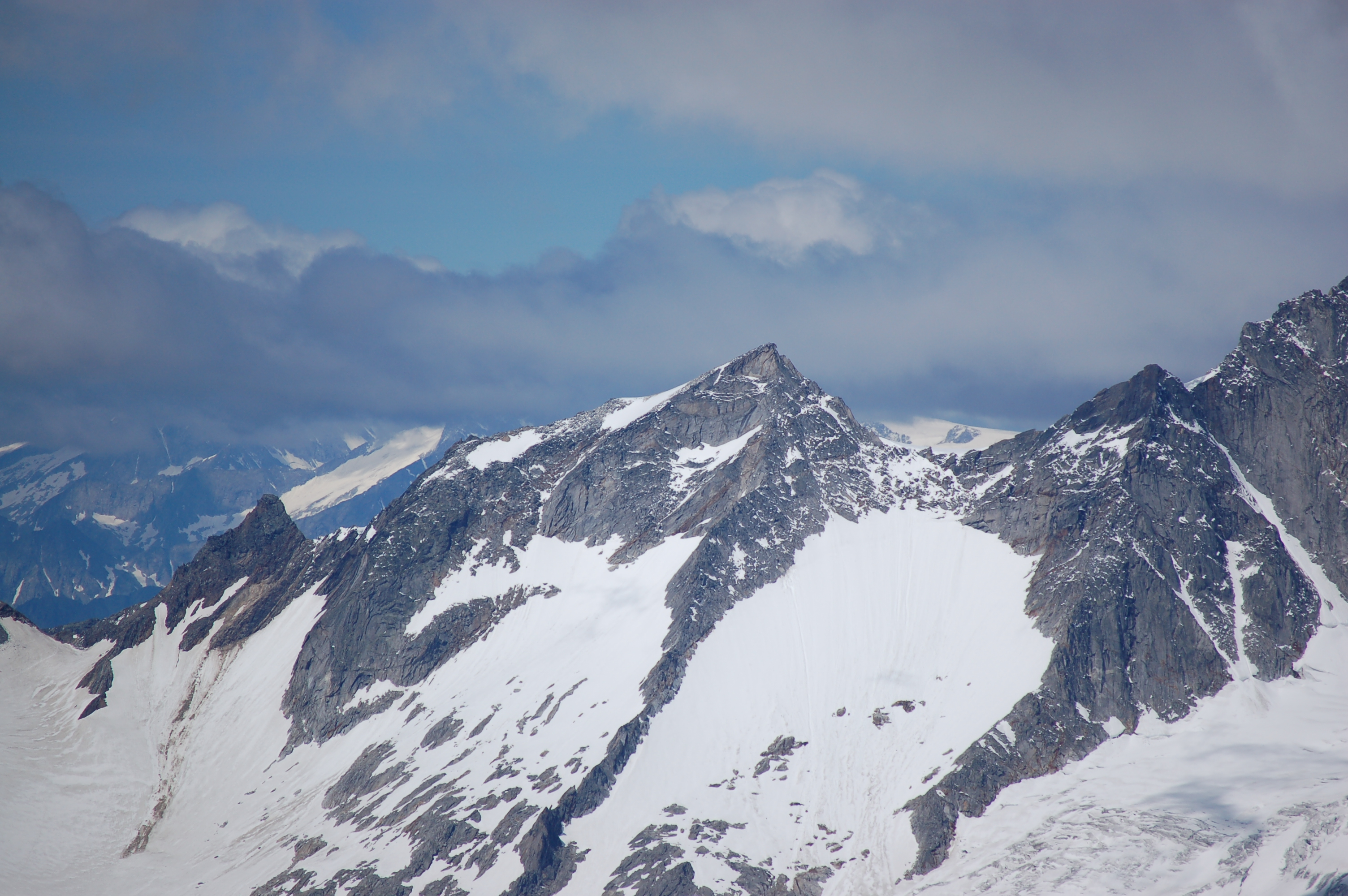

47°03′51″N 12°15′28″E / 47.064075°N 12.257902°E
前古巴赫峰（德語：Vordere Gubachspitze），是奧地利的山峰，位於該國西部，由蒂羅爾州負責管轄，屬於維內迪傑山脈的一部分，海拔高度3,318米，人類在1854年首次登頂。